# Kwali
Kwali é uma área de governo local do Território da Capital Federal da Nigéria.
Possui uma área de 1,206 km ² e uma população de 85.837 no censo de 2006.
O código postal da aárea é 904.